# Хејвард (Калифорнија)
Хејвард (енгл. Hayward; раније познат као Хејвардс, Хејвардс стејшн и Хејвуд) град је у америчкој држави Калифорнија, тачније у округу Аламида. Према попису из 2020. било је 162.954 становника, што га чини трећим градом по броју становника у истом округу.
Хајвард је рангиран као 33. најмногољуднија општина у Калифорнији. Према америчком попису из 2010, Хејвард укључује статистичку територију Сан Франциско-Окланд-Фримонт. Град се налази између Кастро Валија и Јунион Ситија и лежи на источној страни моста Сан Матео-Хејвард.
Град је био разорен земљотресом из 1868. Од почетка 20. века до почетка 1980-их, Хејвардова привреда заснивала се на индустрији конзервирања хране и продукцији соли.

## Историја
Људска пребивалишта на подручју Источног залива, тиме и Хејварда, датирају још од 4000. године пре нове ере. Најскорији предевропски становници Хејварда су амерички староседеоци — народ Олони.

## Географија

### Клима
| Клима Хејвуда, Калифорнија                                               | Клима Хејвуда, Калифорнија | Клима Хејвуда, Калифорнија | Клима Хејвуда, Калифорнија | Клима Хејвуда, Калифорнија | Клима Хејвуда, Калифорнија | Клима Хејвуда, Калифорнија | Клима Хејвуда, Калифорнија | Клима Хејвуда, Калифорнија | Клима Хејвуда, Калифорнија | Клима Хејвуда, Калифорнија | Клима Хејвуда, Калифорнија | Клима Хејвуда, Калифорнија | Клима Хејвуда, Калифорнија |
| Показатељ \ Месец                                                        | .Јан.                      | .Феб.                      | .Мар.                      | .Апр.                      | .Мај.                      | .Јун.                      | .Јул.                      | .Авг.                      | .Сеп.                      | .Окт.                      | .Нов.                      | .Дец.                      | .Год.                      |
| ------------------------------------------------------------------------ | -------------------------- | -------------------------- | -------------------------- | -------------------------- | -------------------------- | -------------------------- | -------------------------- | -------------------------- | -------------------------- | -------------------------- | -------------------------- | -------------------------- | -------------------------- |
| Апсолутни максимум, °C (°F)                                              | 23 (73,4)                  | 27 (80,6)                  | 28 (82,4)                  | 36 (96,8)                  | 37 (98,6)                  | 40 (104,0)                 | 39 (102,2)                 | 42 (107,6)                 | 40 (104,0)                 | 39 (102,2)                 | 32 (89,6)                  | 24 (75,2)                  | 42 (107,6)                 |
| Максимум, °C (°F)                                                        | 14 (57,2)                  | 15,7 (60,2)                | 17,6 (63,7)                | 18,9 (66,1)                | 20,3 (68,5)                | 22,2 (71,9)                | 22,8 (73,0)                | 24,1 (75,3)                | 24,2 (75,6)                | 21,9 (71,5)                | 17,6 (63,6)                | 14,2 (57,5)                | 19,46 (67,01)              |
| Просек, °C (°F)                                                          | 9,9 (49,9)                 | 11,5 (52,7)                | 13,1 (55,5)                | 14,3 (57,7)                | 15,8 (60,5)                | 17,6 (63,6)                | 18,4 (65,2)                | 19,2 (66,5)                | 19,1 (66,4)                | 17 (62,6)                  | 13,1 (55,5)                | 10 (50,0)                  | 14,92 (58,84)              |
| Минимум, °C (°F)                                                         | 5,8 (42,5)                 | 7,4 (45,3)                 | 8,6 (47,4)                 | 9,6 (49,3)                 | 11,4 (52,6)                | 12,9 (55,2)                | 14,1 (57,4)                | 14,3 (57,7)                | 13,9 (57,1)                | 12 (53,6)                  | 8,6 (47,4)                 | 5,9 (42,6)                 | 10,38 (50,68)              |
| Апсолутни минимум, °C (°F)                                               | −3 (26,6)                  | −3 (26,6)                  | −2 (28,4)                  | −1 (30,2)                  | 2 (35,6)                   | 5 (41,0)                   | 7 (44,6)                   | 6 (42,8)                   | 5 (41,0)                   | −1 (30,2)                  | −1 (30,2)                  | −8 (17,6)                  | −8 (17,6)                  |
| Количина падавинаmm (in)                                                 | 83,8 (3,30)                | 88,1 (3,47)                | 66,8 (2,63)                | 31,5 (1,24)                | 14 (0,55)                  | 5,1 (0,20)                 | 0,3 (0,01)                 | 1 (0,04)                   | 8,1 (0,32)                 | 25,4 (1,00)                | 55,1 (2,17)                | 79,2 (3,12)                | 458,4 (18,05)              |
| Сунчани сати — месечни просек                                            | 165,0                      | 182,0                      | 251,0                      | 281,0                      | 314,0                      | 330,0                      | 300,0                      | 272,0                      | 267,0                      | 243,0                      | 189,0                      | 156,0                      | 2.950                      |
| Извор #1: NOAA                                                           |                            |                            |                            |                            |                            |                            |                            |                            |                            |                            |                            |                            |                            |
| Извор #2: The Weather Channel, usclimatedata.com for Sunshine hours data |                            |                            |                            |                            |                            |                            |                            |                            |                            |                            |                            |                            |                            |

## Демографија
Према попису становништва из 2010. у граду је живело 144.186 становника, што је 4.156 (3,0%) становника више него 2000. године.
|                   | 2010.            | 2000.            |
| Укупно            | 144 186 (100,0%) | 140 030 (100,0%) |
| Хиспаноамериканци | 58 730 (40,73%)  | 47 850 (34,17%)  |
| Азијати           | 31 666 (21,96%)  | 26 579 (18,98%)  |
| Белци             | 27 178 (18,85%)  | 40 896 (29,21%)  |
| Афроамериканци    | 17 099 (11,86%)  | 15 374 (10,98%)  |
| Остали            | 9 513 (6,598%)   | 9 331 (6,664%)   |

## Привреда

### Производња
Хејвард поседује велики број предузећа за производњу, како корпоративна седишта тако и разне погоне. То укључује и неке високотехнолошке компаније. Хејвард представља део северног продужетка индустријске Силицијумске долине. Постројења за проивдоњу у Хејварду укључују Annabelle Candy Co, Columbus Salame, аутобуска корпорација Gillig, Impax Laboratories, компанија за производњу пића Shasta и производни, дистрибутивни центар PepsiCo.

### Малопродаја
Највећи трговачки центар у граду је Southland Mall.

### Бивша предузећа

#### Hunt Brothers Cannery
Економија Хејварда је у првој половини двадесетог века у великој мери била занована на бренд Hunt Brothers Cannery, касније позната само као компанија Хантови. Ту фабрику за конзервирање хране отворила су у Хејварду 1895. браћа Вилијам и Џосеф Хант, који су били пакери воћа из Себастопола, Калифорнија. Компанија је у почетку паковала локално доступно воће као што су трешње, брескве и кајсије. Касније су додали парадајз, који је доцније постао окосница њихове производње. На врхунцу током 1960-их и 197-их, компанија Хантови руководила је са три фабрике за конзервирање у Хејварду, на улицама A, B и C. Од почетка 1890-их до затварања 1981, Хантови је запослио високи постотак локалног становништва. Баздух око Хејварда био је сваке године по три месеца прожет мирисом парадајза, током сезоне конзервирања. Предузеће се затворило 1981, пошто више није у близини било доступних њива и воћњака да компанија остане економски одржива. Велики део производње пребачен је у долину Сакраменто. На месту историјских фабрика за конзервирање хране подигнут је симболични водени торањ, на коме се налази лого града Хејварда. Данас посао конзервирања се углавном ослања на локално становништво.

#### Остале бивше компаније
Већи део обалне територије Хејварда претворен је у рибњаке са сољу. Међутим, већи део ове земље је протеклих година враћен у слане мочваре. Слика тих рибњака из 1983. појавила се на америчкој поштанској маркици 2012. године. Ланац робних кућа Mervyns имало је седиште у Хејварду, све до 2008. када је прогласила банкрот.

### Послодавци
Према градском Свеобухватном годишњем финансијском извештају из 2015, најбољи послодавци у граду били су:
| Назив послодавца                                    |
| --------------------------------------------------- |
| Управа шерифа округа Аламида †                      |
| Manheim Auctions (такође и Bay Cities Auto)         |
| Berkeley Farms                                      |
| Калифорнијски државни универзитет (Источни залив) † |
| Колеџ Чејбот †                                      |
| Град Хејвард †                                      |
| Округ Хејвардска уједињена школа                    |
| Gillig †                                            |
| Impax Laboratories †                                |
| Marelich Mechanical                                 |
| Pentagon Technologies                               |
| Siemines Building Tech                              |
| Болница сент Роуз †                                 |

† представља послодавце који се у потпуности налазе или им је седиште у Хејварду
Две компаније које су имале значајну запосленост, Mervyns (1.300) и Pacific Bell (940), не послују више у Хејварду.

## Инфраструктура
Град Хејвард одржава Ватрогасна служба Хејварда (са 9 станица) и Полицијска управа Хејварда. Град има своје системе за воду и отпадне воде, мада мали северни део градске воде контролише градски комунални округ Источни залив (енгл. East Bay Municipal Utility District). Хејвардска јавна библиотека отворена је 1951. Године 2013, планирано је да се изгради нова библиотека вредности 60 милиона долара насупрот Јавне библиотеке. Радови су почели 2016.

### Транспорт

#### Ауто-путеви
Хејвард служи следећи ауто-путеви: међудржавни пут 880 (познат и као ауто-пут Нимиц), међудржавни пут 580 са главном раскрсницом у близини центра који повезује државни пут 238 и међудржавни 238, државни пут 92 (Џексон стрит — Jackson Street) и државни пут 238 (Мишн булевард — Mission Boulevard). Државни пут 92 наставља западно као мост Сан Матео-Хејвард. Раскрсница 880 и 92 бивале су реконструисане током четири године, а пројекат је завршен октобра 2011.
Мишн булевард је пут који је дуго познат по својим саобраћајним гужвама. Било је предлога да Мишн булевард постане ауто-пут или да се изгради обилазница. Један предлог, да се изгради ауто-пут паралелан са Мишн булевардом и тиме споји индустријски Булевард, био је отказан 2004. након година расправа. То земљиште је данас планирано за продају.

#### Јавни транзит
Брзи транзит Заливске зоне (Bay Area Rapid Transit — BART), регионални транзитни систем, има две станице у Хејварду: станица Хејвард, у центру града, и станица Јужни Хејвард, близу границе Хејварда и Јунион Ситија. Аутобуски систем AC транзит, који пружа аутобуске услуге за округе Аламида и Контра Коста, послују у Хејварду. Амтрак, национални железнички путнички систем, пружа свакодневне услуге на свомколодвору у Хејварду, која саобраћа између Сан Хозеа у Јужни залив и Оберн у Велики Сакраменто.

#### Авијација
Хејвард поседује аеродром опште намене под називом Хејвардски извршни аеродром. Станица хејвардске ваздушне национална гарда била је смештена код аеродрома од 1942. године. Касније, 1980, она постаје Федерални аеродром Мофет.

### Здравствена заштита
Хејвард поседује једну болницу са одељењима за хитне случајеве, а то је болница Сент Роуз, која је била у опасности од затварања 2012. Медицински центар Каизер Перманенте затворио се 2014. Тај центар је заменила болница Сан Леандро. Организација Хоризон сервисес, која спроводи разне програме опоравке од дејстава опојних дрога у околини Залива, делује изван Хејварда, као и организација Породична коалиција за уточишта у хитним случајевима. Хејвардска ватрогазна служба отворила је Клинику за ватрогаство новембра 2015. Та установа била је први ватрогасни/медицински центар у Калифорнији.

### Гробља
Четири гробља смештена су у Хејварду: Капела звона (Chapel of the Chimes), гробље Монт Еден (Mt. Eden Cemetery), гробље Светог Јосифа (Mount Saint Joseph Cemetery) и гробље Светог гроба (Holy Sepulchre Cemetery). Последња два гробља су католичка.

## Култура
Град је основао Хејвардски јавни уметнички програм (енгл. Hayward Public Art Program) 2008. године како би осликали различите мурале и графите и тиме улепшали град. Исти програм је освојио награду Хелен Путнам 2011. коју је доделио организација Савез калифорнијских градова (League of California Cities).
Хејвард је члан америчког програма „Град дрвећа” (Tree City USA) од 1986. Град се прогласио „зоном вез нуклеарне енергије” 1987. У насељу се одржава и Хејвардско геј матурско вече (Hayward Gay Prom), један од најранијих и најдужих типова матурских вечери у Сједињеним Државама. Град је 2015. представио знакове за „боље понашање” током шетања или вожње. На тим знаковима стоје фразе попут „Ово је наредба за ограничење брзине, не савет”.
Сматра се да је сленг „хела” (Hella), који је глобално постао популаран, своје корене вуче из Хејварда, још из 1970-их.

### Центар града — даунтаун
Монге хејвардске културне знаменитости се налазе у самом његовом центру. Изграђене су три градске већнице: Градска већница Хејварда, Зграда градсног центра и Плаза Алекса Гиланија.
Остале занимљиве локације у даунтауну укључују музеј Историјског друштва Хејварда (Hayward Area Historical Society), који се преселио и поново отворио јуна 2014, Пивара Буфала Била, један од првих пабова који служи занатско пиво у Калифорнији, и Синема плејс, један од два Хејвардова биоскопа. Многи мурали Јавног уметничког програма се налазе у центру града.

### Историјске знаменитости
У Хејварду се налазе два локалитета у Националном регирсру историјских места (NRHP): Грин шатер хотел (енгл. Green Shutter Hotel) и Рајска конгрегационалистичка црква (Eden Congregational Church). Трећи локалитет, Мик меншн (Meek Mansion, такође у NRHP-у), иако се не налази у границама града, управља HARD и Историјско друштво Хејварда. Ова три места су такође у Калифорнијском регистру историјских извора (California Register of Historical Resources). Град је такође дом ранча украјинског свештеника Агапија Гончаренка.

## Паркови и заштићена подручја
Хејвард има четири парка под управом Регионалног округа за паркове Источног залива (енгл. East Bay Regional Park District): Регионално подручје за рекреацију „Дон Кастро” (Don Castro Regional Recreation Area), Регионални парк „Драј крик пионир” (Dry Creek Pioneer Regional Park), Хејвардска регионална обала (Hayward Regional Shoreline) и Регионални парк „Гарина” (Garin Regional Park). Еколошки резерват „Еден” налази се на обали Хејварда и садржи 240 хектара омањих рибњака. У граду је такође смештен најстарији јапански врт у Калифорнији. Башта је под руководством округа Хејвардска рекреација и паркови (Hayward Area Recreation and Park District —HARD). Тај округ руководи већини паркова у Хејварду, међу којима су Кенидијев парк, Природни центар „Селфа крик” (Sulphur Creek Nature Center), Интерпретативни центар хејвардске обале (Hayward Shoreline Interpretive Center) и Меморијални парк са пливачким центром. HARD је највећи округ за рекреацију у Калифорнији.

## Спорт
Аматерски фудбалски клуб Ист беј стомперс смештен је у Хејварду. Професионална организација за промоцију рвања под називом All Pro Wrestling и њихове школе такође се налазе у Хејварду и ту наступају. Хејвард је требало да буде дом познатог бејзбол тима Њујорк џајантси 1957. године. Међутим, на крају је Сан Франциско преузео улогу домаћина.
Округ Hayward Area Recreation and Park управља голф теренима Слајвест и Мишн хилс. Поред два јавна, постоји и приватни голф клуб, Стоунбри. Град је домаћин голфског турнира Ellie Mae Classic (раније TPC Stonebrae Championship), који је део Web.com тура од 2009.

## Образовање

### Калифорнијски универзитет (Источни залив)
Хејворд је дом Калифорнијског универзитета, Источни залив (CSUEB), пре познат као Калифорнијски универзитет, Хејвард. То је државни универзитет међу системом Калифорнијских универзитета. Амфитеатар „Пионир” се тамо налази и домаћин је многих музичких фестивала.

### Колеџ Чејбот
У Хејварду се налази колеџ Чејбот (енг. Chabot College), центар за више образовање које се налази у засебној области.

### Киропрактика колеџ вест
Колеџ примењене киропрактике се такође налази у Хејварду. Основан је 1976. и најпознатији је по свом програму за подучавање киропрактике.

### Основне и средње школе
Школе у Хејварду служи округ Хејвардска уједињена школа (енгл. Hayward Unified School — HUSD), који управља трију средњих школа: Монт Еден, Тенисон и Хејвард хај. Све ове средње школе су 2018. године добиле нове фудбалске терене заједно са новим центром за уметност, док је у плану изградња нових просторија. Постоје и друге средње школе међу који припадају програму под називом „Regional Occupational”, а ту спадају Јавна школа за руковођење и фондација Бил и Мелинда Гејтс, које су чартер школе.
Округ Уједињена школа Њу Хејвена (New Haven Unified School) служи у Јунијон Ситију и Саут Хејварду са две школе, средња школа Конли-Карабало и основна школа Хилвју крест. Већина ученика у Саут Хејварду такође похађају друге New Haven школе и средњу школу Џејмс Логан.
Округ Уједињена школа Сан Лоренза (San Lorenzo Unified School) руководи средњом школом Ројал сансет. Велика приватна средња школа, Моро католичка средња школа, налази се у Хејварду.

## Медији
Две америчке медијске куће општег тиража покривају вести у вези са Хејвардом. Од 1944. до 2016. Хејвард је воодио дневне новине под називом Daily Review, које је издавала група Bay Area News Group. Новине Tri-City Voice, чије је седиште у Фримонту, покрива теме у вези са Хејвардом као и друге градове (Фримонт, Њуарк и Јунион Сити). Основан је 2002. East Bay Express, основан 1978, недељно издаје издања везане за Хејвард. Локалне телевизијске станице, AM и FM радио из Окланда и неке станице из Сан Хозеа, Сакремента, Салинаса такође покривају теме из Хејварда. Градска главна ТВ станица је  Comcast. The Pioneer покрива новости у Ист беју (енг. East Bay) још од 1961. Најпознатија студентска радио станица је KCRH која делује углавном унутар граница града.

## Познате личности
Особе из Хејварда које су снажно утицале на овај град су оснивач Вилијам Датон Хејвард и украјински православни свештеник Агапи Гончаренко, који је направио фарму на подручју данашњег града и она данас представља историјску знаменитост. У познатије људе из Хејварда спадају фудбалски тренер Бил Волш, бивши тренер Лас Вегас рејдерса Џек дел Рио, уметничка клизачица Кристи Јамагучи, двоструки добитник Оскара, глумац Махершала Али, професионални рвач и глумац Двејн „Рок” Џонсон, реперка Сејвити и бивши благајник САД Роза Рајес. Чарлс Пламер, пре но што је постао шериф октуга Аламида, био је шеф хејвардске полиције.

## Партнерски градови
- Фунабаши, Јапан
- Газни, Авганистан[71]
- Фаро, Португал